# Фонд підтримки винаходів Мінекономрозвитку
Експериментальний проект фонд державного стимулювання був створений згідно постанови Кабінету Міністрів України від 20 червня 2018 р. N 500. 
Організатор  конкурсу -  Міністерство економічного розвитку і торгівлі України.
Відповідно до пропозиції Міністерства економічного розвитку і торгівлі щодо реалізації до 31 грудня 2019 р. експериментального проекту з організації діяльності фонду державного стимулювання створення і використання винаходів (корисних моделей) та промислових зразків (далі - експериментальний проект) відповідно до статті 38 Закону України "Про охорону прав на винаходи і корисні моделі" та статті 30 Закону України "Про охорону прав на промислові зразки"
Експериментальний проект  реалізується Міністерством економічного розвитку і торгівлі разом з Державною інноваційною фінансово-кредитною установою в межах фонду державного стимулювання створення і використання винаходів (корисних моделей) та промислових зразків, який є поточним рахунком зазначеної Установи, що входить до державної системи правової охорони інтелектуальної власності, і наповнюється за рахунок коштів, одержаних від сплати зборів за дії, пов'язані з охороною прав на об'єкти інтелектуальної власності; передбачає організацію та проведення на конкурсних засадах відбору проектів, пов'язаних із створенням та/або використанням винаходів, корисних моделей, промислових зразків, ноу-хау та інших результатів інтелектуальної, творчої діяльності, для державного стимулювання, а також визначення та прийняття рішення про переможців зазначеного відбору;
Під час реалізації експериментального проекту державне стимулювання спрямовується на: створення і використання винаходів, корисних моделей, промислових зразків, ноухау та інших результатів інтелектуальної, творчої діяльності відповідно до вимог, передбачених підпунктом 2 пункту 3 критеріїв оцінки допустимості державної допомоги суб'єктам господарювання на проведення наукових досліджень, технічний розвиток та інноваційну діяльність, затверджених постановою Кабінету Міністрів України від 7 лютого 2018 р. N 118 (Офіційний вісник України, 2018 р., N 22, ст. 730); розроблення механізму підтримки та захисту об'єктів права інтелектуальної власності; покращення інвестиційного клімату в Україні.

## Основні завдання
Основними завданнями конкурсу є:
1) державне стимулювання створення і використання винаходів, корисних моделей, промислових зразків, ноу-хау та інших результатів інтелектуальної, творчої діяльності;
2) розроблення механізму підтримки та захисту об'єктів права інтелектуальної власності; 
3) покращення інвестиційного клімату в Україні.

Конкурс проводиться на принципах прозорості, об'єктивності та недискримінації.
Проведення конкурсу здійснюється в межах фонду, наповнення та використання коштів якого здійснюються відповідно до порядку наповнення та використання коштів фонду державного стимулювання створення і використання винаходів (корисних моделей) та промислових зразків, затвердженого організатором конкурсу відповідно до пункту 3 постанови Кабінету Міністрів України від 20 червня 2018 року N 500 "Про реалізацію експериментального проекту з організації діяльності фонду державного стимулювання створення і використання винаходів (корисних моделей) та промислових зразків".

## Умови конкурсного відбору
Конкурс проводиться у три етапи:
- перший етап ("Приймання заявок") - подання претендентом заявки на конкурс та отримання статусу учасника другого етапу конкурсу;

- другий етап ("Стимулювання") - організація надання послуг учаснику другого етапу конкурсу (за бажанням учасника конкурсу);

- третій етап ("Розвиток") - отримання учасником другого етапу конкурсу статусу переможця конкурсу та організація діяльності переможця конкурсу.

Конкурсна комісія з відбору проектів для державного стимулювання створення і використання винаходів (корисних моделей) та промислових зразків (далі - конкурсна комісія) є тимчасовим консультативно-дорадчим органом Мінекономрозвитку.
Конкурсна комісія у своїй діяльності керується Конституцією та законами України, а також указами Президента України та постановами Верховної Ради України, прийнятими відповідно до Конституції і законів України, актами Кабінету Міністрів України, наказами Мінекономрозвитку та цим Положенням.
Основним завданням конкурсної комісії є надання пропозицій та рекомендацій з питань, визначених Положенням щодо конкурсного відбору проектів для державного стимулювання створення і використання винаходів (корисних моделей) та промислових зразків, затвердженим наказом Мінекономрозвитку від 12.12.2018 № 1879, зареєстрованим у Мін’юсті 17.12.2018 за № 1421/32873
Порядок оцінювання проектів регулює процедуру передачі проектів для державного стимулювання, створення і використання винаходів (корисних моделей) та промислових зразків для їх оцінювання експертам та критерії відбору учасників експертної групи.

## Переможці ІІ етапу конкурсного відбору
```
Відповідно до Наказу Міністерства економічного розвитку і торгівлі України від 19.03.2019 року №447 визначено учасників другого етапу конкурсу з відбору проектів для державного стимулювання створення і використання винаходів (корисних моделей) та промислових зразків , наступні проекти :
```

1.     ТОВ «Дайвкейс» ( код згідно з ЄДРППОУ 42595738) із проектом «DiveCase»;
2.     ТОВ «Сірокко Енерджі» ( код згідно з ЄДРПОУ 41740498) з проектом у сфері вітроенергетики ;
3.     Бабаджанян Аршак Аркадійович з проектом «Виробництво будівельних сонячних панелей з вбудованими фотоелементами і/або колекторами»;
4.     ТОВ «БІОСЕНС УКРАЇНА» (код згідно з ЄДРПОУ 40851228) з поданим проектом «BIOsens Myco»;
5.     Головаченко Антон Олександрович з проектом щодо розробки модульного екзоскелету, який можна носити для окремих частин тіла 

```
Відповідно до Наказу Міністерства економічного розвитку і торгівлі України від 05.04.2019 року №584 визначено учасників другого етапу конкурсу з відбору проектів для державного стимулювання створення і використання винаходів (корисних моделей) та промислових зразків , наступні проекти :
```

1.     Задерка Олександра Миколайовича з проектом «FLUOCAR»
2.     Герасименка Антона Олександровича з проектом «Minect.ai»
3.     Єжова Михайла Ігоровича з проектом «Система ЗМІСТ»
4.     Мелащенка Юрія Валентиновича з проектом  «SSG Notebook»
5.     Крамаренка Володимира Івановича з проектом «Багатофункціональний сигнальний пристрій»
6.     ТОВ «Науково-інжинірингова група «Пульсар» (код ЄДРПОУ 3861553) з проектом «Джерела нетрадиційної  електроенергії підвищеної потужності, оснований на радіаційному розкладі»
```
Відповідно до Наказу Міністерства економічного розвитку і торгівлі України від 13.05.2019 року №828 визначено учасників другого етапу конкурсу з відбору проектів для державного стимулювання створення і використання винаходів (корисних моделей) та промислових зразків, наступні проекти :
```

1.     ТОВ «Квін-Свіг» з проектом «Енергоефективне дерев’яне вікно з теплогенеруючим склопакетом»
2.     Бобирьова Євгена Григоровича з проектом «Сировинна суміш для виготовлення “теплої” керамічної цегли».
3.     ТОВ «ВББ» з проектом «Універсальний кавітаційний тепловий генератор ПУ № 85240»
4.     ДП «Новатор» з проектом «Малогабаритний передавач перешкод “Оберіг-Н”»
5.     ТОВ «Авіаційна компанія “Вектор”» з проектом «Розробка легкого багатоцільового вертольоту ВМ-4 “Джміль”»
6.     ТОВ «АР.ДЖИ.СІ» з проектом «Організація виробництва металевої частини корпусу мінометних мін М60, M82 та М120»
7.     Щукіна Сергія Олексійовича з проектом «Soil Lines».
```
Відповідно до Наказу Міністерства економічного розвитку і торгівлі України від 19.06.2019 року №1028 визначено учасників другого етапу конкурсу з відбору проектів для державного стимулювання створення і використання винаходів (корисних моделей) та промислових зразків, наступні проекти:
```

1.     ТОВ «Науково-інжинірингова група «Пульсар» з проектом «Гнучкі одно- і двосторонні інфрачервоні обігрівачі».
2.     Мулярчук Дмитро Григорович з проектом «VR Inn».
3.      Закревський Олександр Олександрович із проектом «Intellectchain».
4.     ТОВ "ЕСПЕР БІОНІКС" з проектом «Esper Bionics: нове рішення в сфері протезування верхніх кінцівок».
5.     Трофімов Ігор Леонідович з проектом «Пересувна установка для очистки технологічних рідин».
6.     Північно-Східний науковий центр НАН України і МОН України з проектом «Упровадження енергоефективної, ресурсозберігаючої технології на базі матеріалів з електретними властивостями».
7.     ДП «Одеський авіаційний завод» з проектом «Легкий багатоцільовий літак типу Y1 «ДЕЛЬФІН».
8.     Інститут геологічних наук Національної Академії Наук України з проектом «Розробка та впровадження пошукової технології водневих скупчень як екологічного енергетичного джерела ».
9.     Колотий Валентин Петрович з проектом «KVP Welding Technologies».
10.  Горбик Петро Петрович з проектом «Впровадження технології антирадарних покриттів».
```
Відповідно до Наказу Міністерства економічного розвитку і торгівлі України від 01.08.2019 року №1297 визначено учасників другого етапу конкурсу з відбору проектів для державного стимулювання створення і використання винаходів (корисних моделей) та промислових зразків, наступні проекти:
```

1.     Національний технічний університет «Харківський політехнічний інститут» з проектом «Виробництво компактного обладнання для аерозольного маскування техніки та військ у видимому та інфрачервоному діапазонах за новою технологією стисненої детонації».
2.     Інститут монокристалів НАН України з проектом «Модернізація світлофільтрів до станцій оптико-електронної протидії типу «Адрос» для захисту гелікоптерів від керованих ракет з інфрачервоними головками самонаведення».
3.     Рєзнік Володимир Володимирович з проектом «AZIOT Multisensor».
4.     Національний технічний університет «Харківський політехнічний інститут» з проектом «Керамічна маса для створення радіопрозорих елементів авіаційно-ракетних виробів».

```
Відповідно до Наказу Міністерства розвитку економіки, торгівлі та сільського господарства України від 16.09.2019 року №22 визначено учасників другого етапу конкурсу з відбору проектів для державного стимулювання створення і використання винаходів (корисних моделей) та промислових зразків, наступні проекти:
```

1.      Нестеренко Андрій Вікторович із поданим проектом «Виробництво снарядів (куль «Spider») нелетальної дії до гладкоствольної вогнепальної зброї»;
2.      Кононенко Анастасія Сергіївна із поданим проектом «Пристрій для оповіщення та контролю життєдіяльності в замкненому просторі»;
3.      Морозов Олег Валерійович із поданим проектом «Морковяний флот»;
4.      Курносов Святослав Ігорович із поданим проектом «Save life».